# 서양 중세 연극
서양 중세의 연극은 기독교적 종교극과 넌센스 코믹을 위주로 하는 세속극으로 크게 나눌 수 있다. 그러나 세속극이 제대로 된 형태로 나타나기 시작한 것은 후기에 와서이며 그 비중도 종교극보다는 훨씬 작다. 따라서 중세사회가 대체로 교회를 정점으로 하는 공동체 사회였듯이, 그 연극은 교회적인 종교극이 태반을 이룬다 해도 과언이 아니다.
일반적으로 종교극의 근원은 미스터리움(秘儀)에 있다. 종교극을 미스터리 플레이(흔히 신비극이라고 번역된다)라고 부르는 것은 그 때문이다. 비의에는 정화와 신의 현현(顯現)이라는 두 요소가 있어야만 한다. 기독교에서는 그것이 비적(秘蹟)과 성체(聖體)에 해당된다. 즉 빵과 포도주가 그리스도의 살과 피로 되는 성변화를 중심으로 하는 미사 전례가 이 '비의'이므로, 전례로부터 기독교적 종교극이 생겨날 가능성이 있었던 셈이다.
그러나 미사가 "가장 아름답고 고귀한 드라마"라고 한 자크 코포(프랑스 근대극 운동의 개척자의 한 사람)의 말은 어디까지나 비유적인 것으로 미사가 곧 연극일 수는 없다. 왜냐하면 '비의'는 본래 신도들만의 것, 즉 신도들이 모인 단체 내에서는 공적이지만, 외부에 대해서는 은밀히 숨겨진 것(秘儀)이기 때문이다. 이것이 연극이 되기 위해서는 당초에는 그리스도의 제자들만이 참여할 수 있었던 천국의 '비의'를 널리 사람들에게 이해시키기 위해 눈에 보이는 구체적인 것, 즉 그리스도가 복음에서 비유라고 말한 것을 통해 사람들을 교리로 이끌려는 움직임이 전제가 되어야만 한다.
서구에서는 그 움직임이 10세기에 태동한다. 예컨대 그 무렵에 영국 윈체스터의 대주교 성 에셀월드의 말처럼 '무식한 대중 및 새 수세자(受洗者)의 신앙을 굳히기 위하여' 부활제의 전례 가운데에서 본래의 전례에 없었던 것의 추가를 권장하고 있는 것이다.

## 종교극

### 비잔틴에서의 그리스어 교회당내극

#### 호밀리아
미사 전례에서 연극으로의 과정은 서구교회의 독창이 아니다. 비잔틴의 동방(그리스) 교회에서는 이미 2세기 이후 구약성서에서의 구세주의 예언이 대화화(對話化)되고, 4세기 후반 이후는 신약과 사도서간(使徒書簡)도 원문에서는 대화로 되어 있지 않은 부분이 대화로 짜여졌다. 성모 마리아에의 수태고지나 그리스도와 악마와의 대화가 이 무렵에 생겨났다. 당시의 동방에는 그리스 연극의 전통이 아직도 남아 있어 고대의 수사법이 중시되었다. 그래서 고대극의 오리지널에 따라 만들어지고 사제(司祭)와 조제(助祭) 사이에 주고 받는 호밀리아(homilia)라고 불리는 이러한 그리스어로 된 대화는 그 당시의 연극과는 물론 아무런 관계도 없고 연극을 의도하지도 않았으나, 그것은 연극이 싹트기 시작하기 이전의 형태라고 할 수 있겠다.
오늘날 완전히 남아 있는 이 무렵의 호밀리아는 성 메토디오스(Methohios：311년 또는 312년 殉敎)가 쓴 <향연, 또는 순결에 관해서>뿐이며, 나머지는 단편들이다. 진정한 극이라고 할 수 있는 최초의 가장 오랜 수난극은 <수난의 그리스도>(다만 주인공은 마리아)이다. 이것은 원래 그리스의 교부(敎父)였던 나티안츠의 그레고리오스(Gregorios)의 작품으로 믿어져 왔으나 오늘날에 와서는 의문시되고 있다. 그러나 그가 미사 전례를 연극화한 개척자의 한 명임에는 틀림이 없다.

#### 탈리아와 안티탈리아
아리아니즘이라는 이단의 창시자인 아레이오스(Areios, 336년에 사망)는 고래(古來)의 민족적 예능을 기독교의 미사 전례에 살리기 위해 탈리아(Thalia)를 만들었다. 이것은 카덴차가 있는 통속음악을 반주로 하여 송가(頌歌)와 시편(詩篇)을 낭창(朗唱)하는 방법이다. 또한 여기에 맞추는 리드미컬한 몸짓도 정해져 있었다.
그때까지의 시편의 단조로운 낭독을 고수하고 있었던 정통교회는 탈리아에 반대하여 15년 동안이나 싸웠지만 마침내 자기 편에서도 새로운 스타일의 교회가(敎會歌)를 도입하지 않을 수가 없게 되어 안티 탈리아(antiThalia)를 만들었다.

#### 엔코미아
교회가로 인해 교창(交唱)이나 리드미컬한 낭창과 몸짓이 미사 전례를 다채롭게 채색하여 이에 춤도 곁들이게 됐으며, 4세기 말에는 보통 무용과 별로 차이가 없던 것이 성인(聖人) 찬양을 위해서 교회내에서 상연하게 되었다. 5세기의 전반에 성 프로클로스(Proklos, 446년 사망)가 상연한 <크리스마스 엔코미아(聖誕祭讚歌)>는 현존하는 단편 중에서도 뚜렷한 극적인 성격을 나타내고 있다.

#### 그리스어 종교극의 발흥
비잔틴 시대 그리스어 종교극은 6세기에 최초의 융성기를 맞이했다. 약간의 예를 든다면 비잔틴 최고의 교회시인인 사제 로마노스(Romanos, 490경-560경)의 작품이라는 1천 편 정도의 '콘타키온' 가운데에는 성탄제극(聖誕祭劇)이라고 할 수 있는 것이 있다. 6세기 말에는 황제 마우리 키오스의 호위인 메난데르(Menander)의 작품이라는 순교극이 나타났다. 콘스탄티노플의 총주교인 게르마노스 1세(Germanos, 624-733)의 작품이라는 7세기 후반의 성탄제극은 마리아의 소녀시대와 수태고지, 구세주에 대한 악마의 기도(企圖), 그리스도의 탄생과 이집트 도피의 3부로 이루어진다. 또한 이 극에 나오는 희극적 장면은 고대 미모스 극(劇)의 영향을 생각나게 한다.

#### 중세 교회 내의 연극과 우상파괴
726년부터 843년까지의 우상파괴운동은 연극에도 파급되어 교회 내에서의 연극적 표현이 어려워졌으나, 그 동안에도 다마스커스의 요안네스(Joannes)가 쓴 <수잔나>, 스테파노스 사바이타(Stefanos Sabbaita)의 <그리스도의 죽음>, 이그나지오스 디아코노스(Ignazios Diakonos)의 <아랍의 노래> 등 뛰어난 극이 만들어졌다.

#### 비잔틴 연극의 전성기
파괴운동이 끝난 뒤 교회와 국가의 후원으로 다시 숨을 돌린 교회 내에서의 연극은 이전보다 더 성대하게 연출에 주력했으며 10세기에 두 번째의 융성기를 맞이했다. 그 정점은 10세기 또는 늦어도 11세기 초에 콘스탄티노플의 하기아 소피아 교회나 다른 교회당에서 상연되고 그 후에 몇 번이고 되풀이된 그리스 지방어(地方語)에 의한 대수난극이다.
여기에는 나사로의 소생, 그리스도의 예루살렘 입성(入城), 최후의 만찬과 세족(洗足), 유다의 배반과 베드로의 부인(否認)을 포함한 감람산 재판, 십자가형(十字架刑), 매장, 부활 등의 주요한 장면이 망라되고 있다. 비잔틴보다 훨씬 뒤늦게 출발한 서구가 이미 시민에 의한 교회당 밖의 종교극의 극성기를 맞았던 15세기에 이르러서도 데살로니카의 시메온(Simeon)은 동방과 서방을 비교하여 동방에서는 평신도가 예외적인 극외에는 참가할 수 없고, 보통은 대주교·주교 및 사제들이 위계(位階)와 덕망에 따라 배역을 분담했으며, 그리스도와 마리아의 역은 특히 신앙이 두터운 성직자만이 맡게 되어 있었다고 지적하고 있다. 물론 시메온은 동방교회 쪽의 신앙심이 더 깊다고 주장하나, 이 증언은 연극이나 예술 일반에 국한하지 않고 모든 역사의 발전을 좌우하는 서구와 동방과의 본질적인 차이를 교묘하게 표현하고 있다. 그 후 1453년 터키에 의한 콘스탄티노플 점령으로 비잔틴 교회의 종교극은 막을 내렸으며, 그 역사는 최근까지 망각되고 있었다.

### 서구에서의 라틴어의 교회당내극

#### 서구 종교극의 출발
비잔틴에서는 비의(秘儀)를 신도 이외에게는 글자 그대로 숨기는 태도와 흉내를 내는 표현이 뚜렷이 다른 길을 걸었다. 한편으로는 교회 안에 깊숙이 숨겨진 데 비해 다른 한편으로는 대중의 눈을 되도록 끌기 위해 성당의 한가운데에서 공개되었다. 이러한 동방사상은 비잔틴 문화의 서구전파와 함께 5-6세기부터 10세기 사이에 우선 음악에서 시작되어 미술, 연극의 순서로 차차 강하게 서구로 침투하였다. 서구에서의 성탄제극과 부활제극의 성장, 1100년에 프랑스에서 처음으로 나타난 예언자극, 13세기에 이탈리아·프랑스 및 독일어권에서 일어난 대규모 수난극 등은 모두가 비잔틴에서 기원된 것이다.
서구에서 종교극이 싹트기 시작한 것은 10세기부터이다. 처음에는 당시 프랑크 제국의 문화중심지였던 잔크트 갈렌(스위스 북동부)에 있는 베네딕트 수도원의 수사(修士) 투틸로(Tutilo, 850년경-913년)의 부활제·트로푸스라는 것이 종래의 정설(定說)이었다. 이것은 그리스도의 유체에 향유를 바르기 위해 무덤을 찾는 여인들과 그리스도의 부활을 알리는 천사 사이에 주고 받는 교창(交唱)으로 이루어진다. 그러나 근년에 와서 프랑스의 학자 셀리는 933년-936년에 리모즈의 산 마르시알 수도원에서 있었던 동명의 부활제 트로푸스(進行句)의 존재를 지적함과 동시에 성탄제 전야의 전례를 중세연극의 출발점으로 보았다. 또한 이탈리아의 학자 데 바르톨로미어스는 로마의 성 베드로 대성당에 있는 스콜라 칸토룸에서 생겨난 교창집(交唱集)을 가장 오랜 원형(原型)으로 보기 때문에 현재로는 어느 것이 원형인지 단정하기 어렵다.
아무튼 이들은 그리스어의 호밀리아와 마찬가지로 아직 연극이라고는 할 수 없다. 부활제의 밤에 주의 부활을 정신적으로 기다리는 사제나 신도들의 긴장감과 부활의 기쁨을 통한 해방감이 부활제 트로푸스의 연극화를 촉진하였음은 의심할 나위도 없는데, 그것이 바로 연극적인 생명으로 눈뜨는 것은 트로푸스에 묘지방문이라는 행위가 따를 때인 것이다.
에델월드가 975년에 만든 <묘지방문>의 중심 장면에서는 천사가 세 사람의 마리아에게 십자가와 그것을 덮었던 흰 보를 가리키고 다음에 마리아들이 흰 보를 펼쳐 보이며 신도들에게 주의 부활을 알리는 장면이 노래 사이에 들어간다. 이것이 단순한 상징이나 또는 전례적 행위가 아니라 "이는 무덤 앞에 앉은 천사와 주님의 몸에 향유를 바르기 위해 온 여자들의 시늉으로서 행해진다"라고 한 대본의 말로 보아도 극임이 분명하다.

#### 민족적 습속과 종교극의 관계
3세기까지 그리스도의 탄생일이라고 했던 1월 6일의 공현축일(公顯祝日)은 원래 부활의 축제에서 온 것이다. 이것은 이미 고대 이집트에선 오시리스 밀의(密儀：太陽神 탄생의 축제)이며, 기독교화 이전의 비잔틴에서는 봄의 축제였던 씨앗의 보존을 비는 농경민 신앙이 기독교에서의 성탄제와 부활제로 계승되었던 것이다. 훗날의 기독교적인 유럽의 사육제극(謝肉祭劇)이나 4계(四季)의 극도 이교시대(異敎時代)의 게르만인·켈트인에게도 있었던 풍습을 바탕으로 하는 것이므로, 종교극의 희극적 장면에서 발전한 것은 아니다. 1100년 독일어권에 나타난 부활제극(復活祭劇) 가운데 베드로와 요한의 경쟁장면은 게르만인의 풍습에서, 그리고 향유상인(香油商人)의 장면은 켈트인의 엉터리 의사의 연극에서 온 것이라 하겠다. 그러나 물론 이러한 이교적 요소는 훨씬 후에 가서 부활제극에 융합되었던 것으로 그것이 극 발생의 원동력이 된 것은 결코 아니다.

#### 종교극의 연기·의상·무대
- 연기

유럽의 기독교적 부활제극에는 일찍부터 몸짓이 나타나 있었다. 예컨대, 그리스도의 무덤을 찾는 마리아들은, 영국에서는 무엇인가를 찾는 몸짓으로 표현되고, 뉘른베르크(독일)에서는 고개를 숙이고 등장하여 얼굴을 손으로 가리고 울다가 눈물을 닦는 시늉을 한다. 그리고 이러한 가창극(歌唱劇)에서는 목소리에 표정을 담았다. 다만 교회의 생각으로는 세속적인 정감을 자아내지 않기 위해 그 노래는 박자를 맞춘 리드미컬한 음악이 되어서는 안 되었으며, 단조로운 송가조(頌歌調)여야만 했기 때문에 그대신 출연자는 목소리의 강약으로 자신의 역할을 특징지으려 했다. 예컨대 천사는 고상한 목소리로 무덤에 달려가는 사도 베드로와 요한에게 부활을 알리는 것 등이다.
- 의상

의상은 처음에는 오직 고대 후기의 평상복이나 예복에서 온 성직복 또는 제복(祭服)이 사용되었으나 그것도 무차별한 것이 아니고 되도록이면 배역에 어울리도록 연구했다. 그리고 전례없는 소도구도 이용되었다. 12세기의 몽산 미셸에서는 부활한 그리스도가 맨발에 턱수염을 기르고 손에는 촛불을 들고 왕관을 쓴 모습으로 등장했다. 또한 13세기의 푸르리 수도원(스위스)에서는 극의 도중에 의상을 바꾸었다. 그리스도는 처음에 긴 하의를 걸친 정원사의 모습으로 등장하여 손에는 삽을 쥐고 있었으나 부활 후에는 다르마티카(上衣)에 삼각모를 쓰고 오른손에 십자가와 기(旗), 왼손에는 복음서를 들고 나타난다.
- 무대

상연의 장소는 대개 교회 안이었다. 부활제극의 무덤 장면으로는 주제단(主祭壇)과 옆 제단, 지하 성당이나 혹은 성가대석 등 여러 곳이 사용되었다. 또한 그 표현으로는 암시적인 경우도 있었고, 상당히 구상적(具象的)인 세트를 장식하는 경우도 있었다. 프라하에서는 교회 중앙의 넓은 장소에 책상을 두고 향유상인(香油商人)의 장면이라 했다. 투르(프랑스)에서는 후세의 동시무대와 같은 원리로 장면마다 다른 연희장소(演戱場所：복도)가 준비됐다. 성탄제극에서는 제단을 마굿간으로 만드는 경우가 많다. 푸르리의 <사울(바울)의 회개>극에서는 내진(內陣)의 한쪽이 예루살렘, 반대쪽을 다마스커스로 나타내고 주인공이 거기를 왕복한다. 13세기의 베네딕트 보이에론(독일)의 대수난극에서는 16이상의 장면이 있는 동시무대를 교회 안에 설치했다. 이 무렵까지는 1204-1205년의 리가의 예언자극과 1244년 파도바(이탈리아)의 수난극, 부활제극을 제외하고는 라틴어 종교극에서 시중(市中)의 광장을 사용한 예는 없다.

### 지방어의 중세 종교극

#### 지방어의 교회당내극
라틴어의 가창극에 대한 지방어의 침입은 1100년경 프랑스에서 시작되어 얼마 후 대본의 장대화(長大化), 동시무대의 장면 수의 증가 및 평신도의 진출이 필연적으로 종교극을 교회 밖이나 혹은 거리의 광장으로 끌어냈다고 하겠으나 지방어에 의한 교회당내의 연극도 상당히 있다. 독일어에 의한 가장 오랜 대수난극인 1330년의 잔크트 갈렌 수난극은 교회 안에서 상연되었다.
그리고 독일어권에서 최대규모의 종교극인 1514년의 보오첸의 4일간에 걸친 수난극도 그곳 교회에서 상연되었으며, 또한 런던에서는 16세기 전반까지 지방어의 종교극이 자주 교회 안에서 상연되었다. 이탈리아에서는 비잔틴의 '엔코미아'와 흡사한 극적 찬가(劇的讚歌)인 이탈리아어의 '라우다'가 13세기 이후, 그것에 바탕을 둔 종교극은 15세기까지 교회 내에서 개최되고 있다. 이러한 것은 기본적으로는 성실한 극이라 하겠으나, 교회 안에서 상연한다 하여 외설·잔인한 장면이나 혹은 연출을 삼갔던 것은 아니며, 한마디로 말해서 시대가 바뀜에 따라 교회의 내외를 불문하고 비속화·오락화·서민화의 정도가 짙어지기 시작했다.

#### 지방어의 야외극
시민계급의 대두와 그 표현의욕은 연극을 차차 교회 밖으로, 공공의 광장으로 끌어낸다. 이미 12세기 후반에는 지방어로서 가장 오랜 앵글로 노르만어(語)의 아담과 이브, 카인과 아벨 및 예언자들의 극이 교회앞에서 상연되고 있다. 이러한 성서의 극화뿐만 아니라 기독교 개종 이전의 민족전설을 지방어로, 기독교적 색채로 분식(扮飾)하는 것도 각지에서 활발해졌다. 이 지방어화와 발맞춰 이탈리아의 '라우다'를 예외로 하고는 합창 이외의 부분은 모두 노래를 부르는 것이 아니라 말로 읊는 것이 된다.

#### 기적극과 패전트곡
1200년경 아라스(프랑스)의 보델(J. Bodel)이 쓴 니콜라우스극은 50년 후의 파리 루트부프(Ruteboeuf)의 <테오필>과 함께 14세기의 유명한 마리아 기적극으로 발전한다. 12세기에 프랑스의 정복하에 있었던 영국에서도 앵글로 노르만어의 기적극이 유명했다. 이러한 야외극의 주최자는 상업 길드나 수공업 조합이다.
성체제(聖體祭)의 개혁(1311) 이후는 특히 패전트극이 즐겨 상연되었다. 이것은 이교시대의 봄의 퍼레이드(行列)의 풍습을 계승한 성체행렬의 행사의 일환으로서, 길거리에서 몇몇의 작은 장면을 상연하는 것이며, 중세 말기에는 3일에서 1주일가량 계속되는 커다란 행사로 발전했다. 패전트에서는 각 조합이 담당한 장면을 수레 위에 가설(車舞臺)하고 그러한 수레를 차례로 끌고 다녀 일련의 극을 연출한다. 결국 이것도 병렬적인 동시무대의 한 형식이라고 하겠다. 그러나 독일어권에 있는 것과 같은 입체적 동시무대가 영국에서 사용된 예도 있다.

#### 도덕극
1375년 이후 체스터서 헨리 프란시스(Francis)가 성서의 일부를 영어의 대화조로 각색, 영어로 된 성서극의 길을 개척했다. 이 무렵 영국의 교회는 인심교화를 위해 성서의 낭독이나 설교 대신에 그것을 도덕적인 극의 형식으로 상연할 것을 권장했던 것이다. 여기서 종교극과 세속극과의 중간에 놓여있는 모랄리티 플레이(도덕극)라는 새 장르가 생겨났다. 선과 악, 신과 악마가 인간의 영혼을 획득하려고 서로 싸우는 그 중심주제는 아직 중세기에서는 15세기 말의 대표작 <에브리먼>처럼 화해적 결말로 끝나고 있으나 그 후 바로크 시대로 계승되어 근대적 갈등극의 뿌리를 박았다.
독일어권에서 프랑스의 뒤를 이은 곳은 오늘날의 스위스 북서부이다. 13세기 중엽에는 아르가우의 베네딕트회 수도원 무리에서 독일어 최초의 종교극이 태어나고, 그 뒤 20-30년이 지나 무리의 계통을 이은 잔크트 갈렌 성탄제극이 나타난다. 그러나 13세기말에 마인츠 지방에 탄생한 '라인부활제극'은 무리와 관계가 없으며 오히려 라틴어의 전통을 직접 계승한 것이라고 하겠다. 독일어권에는 순교자극이나 마리아 기적극이 프랑스만큼은 많지 않다.

#### 대수난극
중세 후기의 특징을 이루는 것으로, 앞서 말한 여러 가지 종교극의 어느 것보다도 훨씬 더 규모가 큰 것은 직접 간접으로 비잔틴의 영향을 받아 발전한 예수의 생애 및 수난의 극, 즉 대수난극이라고 하겠다. 그것은 우선 비잔틴과 가장 밀접한 관계가 있는 이탈리아에서 생겨났다. 즉 유럽에서 가장 오래되었다고 하는 1150년경의 라틴어의 몬테 카시노 수난극이다. 이탈리아에서는 1500년경의 로마 곤팔로네(Gonfalone)의 수난극으로 절정에 달했다. 독일에선 14세기 전반에 프랑크푸르트가 로마베르크라 불리는 광장에서 야외의 수난극을 시작하여 스위스와 오스트리아를 포함하는 모든 독일어권에 파급되었던 것이다.

#### 루체른 부활제극
오늘날 그 모습이 가장 상세하게 알려져 있는 것은 15세기에 시작되어 전형적인 입체적 동시무대를 사용한 루체른의 수난극이다. 이것은 부활제극이라고 불리나 그것은 부활제의 전후에 개최된다는 의미로서 내용은 그리스도의 인류구제의 역사를 모두 포함하고 있으며 그 중심에 수난이 있으므로 수난극으로 분류해도 된다. 공연 비용의 일부를 시가 부담하기도 하나 주최자는 1470년에 설립된 포교단체이다. 이것은 15세기에 적어도 3회나 열렸고, 16세기에 들어와서 처음으로 연출자를 두었다.
역대의 연출자 가운데에서 가장 유명한 사람은 상세한 연출 메모를 남긴 치자트(R. Cysat)이다. 1583년의 그의 연출에서는 회장이 되었던 광장의 중앙에 높다란 2중의 판자를 치고 이것이 지면과 인접한 집의 2층 창문과 함께 3층의 입체적 동시 무대를 구성한다. 각 장면은 지정된 일부를 사용할 뿐만 아니라 장면에 따라서는 2, 3층 전체를 활용하고 또한 3층의 지붕에서 물을 흘러내리게도 했다.
주요한 배역은 성직자·관리·도시 귀족 및 동업조합이 차지했다. 일반적으로 극의 역할은 사회적 지위와 일치되어야만 한다고 생각되던 시기였으므로 하층민은 가벼운 역할밖에는 출현할 수 없었다. 상연일에는 아침 일찍부터 출연자 전원이 분장하여 행렬을 짜고 회장에 들어간다. 앞장을 선 악마의 한 무리는 보안 담당도 겸하고 있어 상연중에 소란을 피우는 자가 있으면 지옥의 문 안으로 끌어넣었다. 행렬의 마지막을 장식하는 것은 사도(使徒)와 마리아를 거느린 그리스도의 일행이다. 분장이 되어 있으므로 분장실은 필요 없으나 저녁까지 걸리는 연극의 출연차례를 기다리기 위하여 광장의 한구석에 판자로 둘러싸인 각 장면의 출연배우의 대기소가 만들어져 있다. 주변의 3, 4층 건물의 민가들은 거의 관람석의 구실을 하나 일부는 앞서 말한 대로 극에 이용되고 있다.

#### 대수난극의 전개
루체른 수난극의 개막을 장식한 행렬은 16세기의 프랑스에서는 규모가 훨씬 더 컸다. 1380년 이후의 파리 성(聖) 제네비에브 수난극과 15세기 초의 아라스 수난극, 중엽에 와서 파리 그레방(Greban) 수난극 등은 모두 며칠씩이나 걸렸다. 그 가운데에서도 몽스(벨기에)에서 1501년에 8일 이상이나 걸쳐 계속되었던 수난극은 68개의 장면을 일부는 고정시키고 일부는 서로 엇바꾸는 병렬적 동시무대를 사용하고 350개의 배역을 150명이 담당했다. 1333년에 보베에서 아름다운 소녀가 마리아로 분장하고, 1468년에 성녀 카타리나를 소녀가 맡은 일이 있으나 이것은 오히려 특례이고 몽스에서는 대부분의 여자 역을 젊은 남자가 맡았다. 사제(司祭) 또한 중요한 역으로 참가하고 있다. 유명한 장치도(裝置圖)가 현존하고 있는 1547년의 바랑셰느 수난극의 무대는 천국에서 지옥(龍의 입)까지 11개의 장면이 잇닿은 병렬적 동시무대의 전형적인 예이다. 로마식 타원극장을 이용한 1536년의 부르지에서 상연되었던 그레방의 <사도전극(使徒傳劇)>은 사도의 역사를 전부 극으로 만들었기 때문에 배역 수 494, 출연자 300명으로 40일이 걸렸다.  그러나 이러한 종교극의 거대화가 시의 재정적 파탄과 시민의 감성적 마비를 불러일으킨 것은 당연하여 종교개혁을 기다리지 않아도 어차피 쇠퇴하기 마련이었다. 1548년에 파리에서 있었던 수난극의 금지령은 그 일단을 말한다고 하겠다.

#### 서구 제국의 종교극
중세 말기의 네덜란드 종교극은 대체로 다른 나라만큼 규모가 크지는 않다. 그러나 1465년경으로 짐작되는 프라만어(語)의 <나이메헨의 마리아>와 같은 두드러진 예도 있다. 이것은 극에서 수레가 등장하고 그 수레 위에서 다시 극중극이 연출된다고 하는 재미난 구성뿐만 아니라 오늘날 보아도 손색이 없는 문화적으로 높은 수준을 지닌 마리아 기적극이다. 이 밖에 이베리아 반도나 스칸디나비아 및 슬라브에서도 앞서 말한 중세 종교극의 발전과 보조를 같이했음은 의심할 여지도 없다.

### 종교극의 역사적 역할
고대 연극, 혹은 근세 고전극처럼 장소와 때와 줄거리의 통일 등은 전혀 고려하지 않고, 장소는 오직 하나, 세계이며, 때는 항상 현재이고 극의 줄거리는 인간의 타락과 구제라는 것으로 제한된 중세의 종교극은 출발점인 전례(典禮)에서 마지막의 연극적 완성까지 항상 기독교의 비의(秘儀)를 비유 형상화하는 것에 에너지를 기울여 왔다. 그것은 일부가 그대로의 형태로 현대에도 계승되었으나 많은 요소가 고전고대(古典古代)와 함께 셰익스피어 이후의 서유럽 정신을 형성하는 초석이 되었다.

## 세속극

### 중세 세속극의 봄의 축제
중세에서 가장 오래 된 세속극으로는 메이데이(오월제)라고도 불리는 봄의 축제극이다. 1262년에 프랑스의 음유시인 아담이 <5월주(五月柱)>를 쓴 바 있다. 이 표제는 고대 그리스나 그 밖의 기독교 이전의 유럽 어디서나 있었던 생명의 정령을 부르는 주술적인 풍습을 상기시킨다. 1285년에 나폴리의 궁정과 얼마 뒤에는 아라스에서 상연된 아담의 <로방과 마리온>은 봄의 신부와 그것을 빼앗는 도적과의 펜테코스테(기독교의 聖靈降臨祭)극에서 생겨난 것이며 영국의 <로빈훗과 소녀 마리온>에 해당된다. 14세기 중엽부터 알프스 지역에 번진 제비꽃 따기를 중심으로 하는 '나이트하르트'의 가장 오랜 판은 케른텐의 성 바오로 수도원에서 탄생되었다. 그러나 전 58행의 이 작은 극은 15세기의 티롤에서는 원래의 5월제에 비속한 농민코믹(희극)을 덧붙여 2,200행, 출연자 183명의 방대한 극으로 성장했다.

### 파르스
파르스(farce)는 프랑스의 사육제인 넌센스극에서 시작된다. 현존하는 가장 오랜 대본은 16세기의 것이나 14-15세기에 이미 매우 활발해졌다. 일반적으로 간소하고 장치가 없는 무대를 광장이나 옥내의 홀에 설치하고 사람들은 대개 가면을 쓰고 등장한다. 주최자는 거의가 바보회(會)라고 불리는 동업단체이다. 아비뇽에서는 학생의 파르스 배우가 인기를 모아 소공업의 기능공과 겨뤘다고 한다.
작자 불명의 유명한 <파트랑 선생>은 1465년에 르왕에서 초연되어 15세기 말까지는 25회나 판을 거듭했고 오늘날까지 상연되고 있는 넌센스극이다. 유명한 것으로는 1512년에 파리에서 상연된 <바보왕자>가 있다. 네덜란드의 소테르니엔, 또는 쿠르프텐이라고 불리는 희극의 주요 테마(남녀의 싸움, 가정소동, 간통)는 프랑스의 파르스나 독일의 사육제극과 공통되고 있다.

### 사육제극
독일어권의 사육제극은 그 어원(Fas(e)nacht의 Fas는 결실, 성기를 나타낸다)이 나타내듯이 주술·제의를 기원으로 한다. 뉘른베르크에서는 한 무리의 연극 패거리가 집집으로 몰려 다니며 그곳의 의자나 책상을 사용해서 일장의 넌센스극을 벌이고는 집집마다 돌아가며 그것을 되풀이한다. 스위스나 그 밖의 독일어권 알프스 지역에서는 이와 같은 실내극 이외에 때로는 수레 무대(車舞臺)를 사용하는 야외극도 있었다. 이탈리아의 코메디아 델 아르테나 영국의 코미디언 등 근대 최초의 직업배우의 선배인 중세의 곡예사, 가두 예능인들도 그런 나름대로 고대 마임극의 전통을 후세에 전하는 데 한 구실을 담당했다.

## 같이 보기
- 연극의 역사

## 참조 자료
- 이 문서에는 다음커뮤니케이션(현 카카오)에서 GFDL 또는 CC-SA 라이선스로 배포한 글로벌 세계대백과사전의 내용을 기초로 작성된 글이 포함되어 있습니다.